# Светски куп у биатлону 2012/13 — 4. коло
Четврто коло Светског купа у биатлону 2012/13. одржано је од 3. до 6. јануара 2013. године у Оберхофу, (Немачка).

## Сатница такмичења
| Датум     | Време (UTC+1) | Дисциплина                  |
| --------- | ------------- | --------------------------- |
| 3. јануар | 17:30         | штафета 4 х 6 км, жене      |
| 4. јануар | 17:30         | штафета 4 х 7,5 км мушкарци |
| 5. јануар | 14:30         | Спринт 7,5 км, жене         |
| 5. јануар | 17:30         | Спринт 10 км, мушкарци      |
| 6. јануар | 13:10         | Потера 10 км, жене          |
| 6. јануар | 15:35         | Потера 12,50 км, мушкарци   |

## Резултати такмичења

### Мушкарци
| Дисциплина:                | Злато:                                                                        | Време                                                     | Сребро:                                                                                         | Време                                                     | Бронза:                                                         | Време                                                     |
| Спринт 10 км details       | Дмитриј Малишко · Русија                                                      | 25:07.9 (1+0)                                             | Јевгениј Гараничев · Русија                                                                     | 25:20.5 (1+0)                                             | Емил Хегле Свендсен · Норвешка                                  | 25:21.0 (0+1)                                             |
| Потера 12,5 кмt details    | Дмитриј Малишко · Русија                                                      | 32:22.9 (0+0+0+0)                                         | Јевгениј Гараничев · Русија                                                                     | 33:05.0 (0+0+0+1)                                         | Ондреј Моравец · Чешка                                          | 33:12.8 (0+0+0+0)                                         |
| Штафета 4 x 7,5 км details | Русија · Алексеј Волков · Јевгениј Граничев · Антон Шипулин · Дмитриј Малишко | 1:20:35.7 (2+0) (1+0) (0+0) (3+0) (1+0) (2+0) (2+0) (1+0) | Норвешка · Henrik L’Abée-Lund · Оле Ејнар Бјерндален · Erlend Bjøntegaard · Емил Хегле Свендсен | 1:20:44.1 (0+0) (3+1) (0+0) (0+0) (1+0) (1+0) (0+0) (3+0) | Немачка · Симон Шемп · Ерик Лесер · Арнд Пајфер · Флоријан Граф | 1:21:15.0 (3+1) (0+0) (0+0) (0+0) (3+0) (1+0) (2+0) (0+0) |

### Жене
| Дисциплина:              | Злато:                                                                    | Време                                         | Сребро:                                                                | Време                                                     | Бронза:                                                                       | Време                                                     |
| Спринт 7,5 км details    | Миријам Геснер · Немачка                                                  | 21:17,2 (0+2)                                 | Тора Бергер · Норвешка                                                 | 21:19,2 (0+0)                                             | Андреа Хенкел · Немачка                                                       | 21:41,3 (0+0)                                             |
| Потера 10 км details     | Олга Зајцева · Русија                                                     | 32:01,9 (0+2+1+0)                             | Вероника Виткова · Чешка                                               | 32:27,8 (1+0+0+0)                                         | Ваљ Семеренко · Украјина                                                      | 32:30,3 (0+1+0+0)                                         |
| Штафета 4 x 6 км details | Украјина · Julija Džyma · Ваљ Семеренко · Олена Пидрушна · Вита Семеренко | 1:20:16,1 (0+0) (0+1) (0+1) (0+1) (0+0) (0+1) | Француска · Мари Лор Бруне · Ане Бескон · Софи Буале · Мари Дорен Абер | 1:21:02,0 (0+0) (0+2) (0+0) (0+0) (0+1) (0+1) (0+0) (0+0) | Немачка · Тина Бахман · Миријам Геснер · Франциска Хилдебранд · Надин Хорхлер | 1:22:03,4 (0+0) (0+0) (0+0) (2+3) (0+1) (0+1) (0+1) (0+2) |

## Успеси
Навећи успеси свих времена
|  | - Викторија Падиал, , 44. место у спринту |

| Прва трка у светском купу |